# Flugplatz Juist
Vliegveld Juist (Duits: Flugplatz Juist) (IATA: JUI, ICAO: EDWJ) is een Duits vliegveld op het Waddeneiland Juist. Het ligt aan de Noordzee, tussen Borkum en Norderney.

## Geschiedenis
De aanleg van het vliegveld begon in 1932 en het werd geopend in 1934. Op dat moment bestond het meeste verkeer uit het vervoer van gasten die naar het resort aan de Noordzeekust gingen. Tijdens de Tweede Wereldoorlog was het vliegveld in handen van de Wehrmacht en werd er afweergeschut geplaatst. Er werden echter geen gevechtsvliegtuigen gestationeerd. Aan het einde van de oorlog was het vliegveld verlaten.
In juli 1952 werd het vliegveld opnieuw in gebruik genomen. In 1973 was dit vliegveld het eerste op de Oost-Friese Waddeneilanden waar een verharde startbaan werd aangelegd. Later kregen de andere 5 vliegvelden op deze eilanden ook allemaal een verharde startbaan.

## Lijndiensten
FLN Frisia Luftverkehr (Norddeich, Norden-Norddeich)